# Chang jiang tu
Chang jiang tu (Engels: Crosscurrent) is een Chinese film uit 2016, geschreven en geregisseerd door Yang Chao. De film ging op 15 februari in première op het Internationaal filmfestival van Berlijn.

## Verhaal
Gao Chun is een jonge kapitein die met zijn vrachtschip over de Yangtze vaart. Hij voelt zich verantwoordelijk voor de ziel van zijn recent overleden vader. Ondertussen is hij ook op zoek naar de ware liefde. In elke haven die hij aandoet, ontmoet hij dezelfde vrouw en ze wordt telkens jonger naarmate hij de bron van de rivier nadert. Tijdens zijn reis over de rivier en in de tijd, ontmoet Chun verschillende personen, die een tijdje meereizen en daarna terug verdwijnen. Hij komt voorbij een dorp dat moest verdwijnen vanwege een grote dam op de rivier en dat later op een andere plaats weer opduikt. Hij aanhoort het spookverhaal van een jonge vrouw die zich in het lichaam van een koopman bevindt en wanneer hij een tempel betreedt hoort hij overal de stem van Boeddha.

## Rolverdeling
| Acteur       | Personage    |
| ------------ | ------------ |
| Qin Hao      | Gao Chun     |
| Xin Zhi Lei  | An Lu        |
| Wu Lipeng    | Wu Sheng     |
| Wang Hongwei | Hong Wei     |
| Jiang Hualin | nonkel Xiang |
| Tan Kai      | Luo Dong     |

## Prijzen en nominaties
De belangrijkste:
| Jaar | Prijs                    | Categorie                                    | Genomineerde(n)    | Uitslag  |
| ---- | ------------------------ | -------------------------------------------- | ------------------ | -------- |
| 2016 | Filmfestival van Berlijn | Zilveren Beer voor beste artistieke bijdrage | Mark Lee Ping-Bing | Gewonnen |